# Изотов, Эдуард Константинович
Эдуа́рд Константи́нович Изо́тов (11 ноября 1936 — 8 марта 2003) — советский и российский актёр театра и кино. Заслуженный артист Российской Федерации (1999).

## Биография
Эдуард Изотов родился 11 ноября 1936 года в Суражском районе Витебской области Беларуси в семье военнослужащего. Отец — Константин Иосифович Изотов (1905—1968), мать — Анна Иосифовна Изотова (1918—1998).
В 1954 году Эдуард Изотов поступил на актёрский факультет ВГИКа, который окончил в 1959 году (мастерская В. В. Белокурова).
Дебютом Эдуарда Изотова в кино стала сыгранная им главная роль Чаликова в фильме «В степной тиши» (1959) режиссёра С. А. Казакова.
Самой яркой работой актёра, принёсшей ему всенародную известность и любовь зрителей, оказалась роль Ивана в фильме «Морозко» (1964) режиссёра А. А. Роу.
Ещё около двадцати лет после этой роли Эдуард Изотов активно снимался в кино и работал на дубляже, но в 1983 году случилась беда: вместе с женой, Ириной Ладыженской, он был задержан у кафе «Лира» на Пушкинской площади в центре Москвы при совершении валютной операции — обмене 1000 долларов США на рубли (не хватало денег на достройку дачи). В те времена по Уголовному кодексу минимальный срок за «валютные махинации» составлял три года. Несмотря на ходатайства известных актёров — Марины Ладыниной, Олега Стриженова, Людмилы Хитяевой, Николая Рыбникова, Аллы Ларионовой, Татьяны Конюховой, Инги Будкевич, Ларисы Лужиной — Изотов и Ладыженская получили реальные тюремные сроки.

### Последние годы жизни и смерть
Трёхлетнее пребывание в заключении оказало серьёзное воздействие на психику и здоровье актёра: в 1988 году случился первый инсульт, вскоре ещё два. Изотов продолжал работать в Театре киноактёра, но в 1997 году, после четвёртого инсульта, он стал терять память и забывать текст, так что ему пришлось уйти на пенсию. После 1997 года в кино не снимался.
Перенёс ряд операций (деньги на них давали Борис Хмельницкий, Сергей Никоненко, Александр Панкратов-Чёрный, Александр Абдулов). Болезнь прогрессировала — Изотов уже не мог самостоятельно передвигаться, с трудом говорил, периодически не узнавал близких. Последние полгода жизни он провёл в закрытом психоневрологическом пансионате.
Скончался 8 марта 2003 года от пятого инсульта. Тело было кремировано, а урна с прахом захоронена в одной могиле с отцом на 48-м участке Химкинского кладбища в Подмосковье.

### Семья
Первая жена (с 1956 по 1980 годы) — Инга Николаевна Будкевич (род. 1936), однокурсница, известная советская и российская актриса театра и кино, получившая известность ролями в фильмах-сказках А. А. Роу «Огонь, вода и… медные трубы» и «Варвара-краса, длинная коса», а также в комедии М. А. Руфа «Ссора в Лукашах».
- Дочь — Вероника Эдуардовна Изотова (род. 1960)[2], советская и российская актриса кино.
  - Внучка — Дина Бубенцова (род. 1984).

Вторая жена — Ирина Борисовна Ладыженская (10 сентября 1939 — 3 марта 2018), с 1962 по 1983 годы — редактор киножурнала «Фитиль», после отбытия тюремного заключения с 1986 по 1992 годы — заместитель художественного руководителя Театра киноактёра, а с 1993 года её деятельность была посвящена фестивальному движению.

### Работа в театре
Театр-студия киноактёра:
- «Целуй меня, Кэт!», постановка режиссёра Д. Г. Ливнева — Фред
- «Горе от ума», постановка режиссёра Э. Гаранина — полковник Скалозуб

## Фильмография

### Актёр
- 1959 — В степной тиши — Чаликов
- 1960 — Сильнее урагана — Евгений Морозенко
- 1961 — Первые испытания — Андрей Лобанович (главная роль)
- 1962 — Увольнение на берег — Борис, однокурсник Жени
- 1962 — Здравствуйте, дети! — пионервожатый
- 1964 — Морозко — Иван
- 1965 — 26 бакинских комиссаров — Иван Васильевич Малыгин
- 1967 — Человек в зелёной перчатке — Фёдор Ковелло
- 1968 — Щит и меч
- 1968 — Огонь, вода и… медные трубы — гармонист
- 1969 — Эхо далёких снегов
- 1970 — Освобождение. Огненная дуга — Алексей Берест
- 1970 — Морской характер — Гущин
- 1970 — Море в огне — эпизод
- 1971 — Конец Любавиных — Гринька
- 1971 — За рекой — граница — капитан Александр Долгов
- 1971 — Конкурс продолжается — Иоганн Себастьян Бах
- 1972 — Освобождение. Последний штурм — Алексей Берест
- 1973 — Человек в штатском
- 1973 — Семнадцать мгновений весны — адъютант Гитлера
- 1974 — Великое противостояние — Арсений Валерьянович
- 1976 — Смотреть в глаза
- 1976 — Слово для защиты — Аркадий Степанович
- 1977 — Мимино — Владимир Николаевич, командир экипажа
- 1978 — Ралли — руководитель группы
- 1978 — Отец Сергий — адвокат на Масленице
- 1979 — Поэма о крыльях — подданный царя
- 1980 — Служа Отечеству — Драймонд
- 1981 — Фронт в тылу врага — член Ставки
- 1984 — Время желаний — Олег Иванович, начальник Лобанова
- 1986 — Испытатели — режиссёр
- 1990 — Арбатский мотив — осматривающий квартиру гость
- 1993 —  Кодекс бесчестия

### Документальное кино
- 1983 — Георгий Милляр (документальный фильм)

### Озвучивание
- 1960 — Капитан — Ринальдо
- 1962 — Королева Шантеклера — Федерико де ла Торре
- 1962 — 300 спартанцев — Гидарн
- 1963 — Человек из Рио — профессор Каталан
- 1964 — Виннету — вождь апачей — Диксон
- 1966 — Самозванец с гитарой — композитор
- 1966 — Анжелика и король — Ракоци
- 1971 — Остров сокровищ — Доктор Ливси
- 1973 — Затянувшаяся расплата — Занджир
- 1973 — Всадник без головы — Морис Джеральд
- 1978 — Дознание пилота Пиркса — 1-й пилот Джон Калдер
- 1978 — Смерть на Ниле — Эндрю Пеннингтон
- 1979 — Китайский синдром
- 1979 — Ритмы песен — Саргам
- 1980 — Абдулла — офицер
- 1980 — Игра в четыре руки — министр
- 1981 — Невезучие — Костао, капитан полиции
- 1982 — Ганди
- 1982 — Любовный недуг — Викрам Сингх
- 1982 — Тысяча миллиардов долларов
- 1987 — Мистер Индия — мистер Уолкотт, Теджа
- 1987 — Танцуй, танцуй — господин Сингх
- 1988 — Приговор — Рандхир Сингх